# Zawada (gmina w województwie łódzkim)
Zawada (do 1953 Konary) – dawna gmina wiejska istniejąca w latach 1953–1954 w woj. łódzkim. Siedzibą władz gminy była Zawada.
Gmina Zawada powstała 21 września 1953 roku w województwie łódzkim, w powiecie radomszczańskim, w związku z przemianowaniem gminy Konary na Zawada. Gmina została zniesiona 29 września 1954 roku wraz z reformą wprowadzającą gromady w miejsce gmin. 
Jednostki nie przywrócono 1 stycznia 1973 roku po reaktywowaniu gmin, a jej dawny obszar wszedł głównie w skład gmin Kłomnice i Kruszyna (obecnie Zawada znajduje się w woj. śląskim).